# Heptacarus supertrichus
Heptacarus supertrichus är en kvalsterart som beskrevs av Piffl 1967. Heptacarus supertrichus ingår i släktet Heptacarus och familjen Lohmanniidae. Inga underarter finns listade i Catalogue of Life.